# Sanatruce II
Sanatruce II (fl. II secolo) è stato un pretendente al trono dell'impero partico, figlio di Mitridate V.
Nel 116 d.C. l'imperatore romano Traiano depose il re partico Osroe I dopo aver invaso la Mesopotamia, e dichiarò re al suo posto il sovrano fantoccio Partamaspate. Sanatruce ed il padre Mitridate, che era fratello di Osroe, presero la corona congiuntamente e continuarono ad opporsi ai Romani in Mesopotamia, portando Traiano a scendere contro di loro verso il Golfo Persico. Dopo aver sconfitto nuovamente i Parti, la Mesopotamia fu dichiarata provincia romana. Dopo la partenza dei Romani, Osroe riuscì a detronizzare Partamaspate e reclamò il trono per sé.
Mitridate V e Sanatruce II succedettero definitivamente ad Osroe nella parte occidentale dell'impero partico, ed il suo regno durò dal 129 al 140, anno in cui morì in una battaglia nella Commagene romana. Sanatruce, che era coregnante e successore designato, era però morto precedentemente cadendo durante uno scontro con i Romani, assaporando solo brevemente la regalità. Il trono andò al fratello Vologese IV, che sconfisse il rivale dell'intera famiglia Vologase III nel 147.